# Jeri Taylor
Jeri Cecile Suer (30 de juny de 1938 – 24 d'octubre de 2024), coneguda professionalment com a Jeri Taylor, va ser una guionista i productora de televisió estatunidenca que va escriure molts episodis de les sèries Star Trek: La nova generació i Star Trek: Voyager.

## Primers anys
Jeri Cecile Suer va néixer a Evansville, Indiana, el 30 de juny de 1938. Va estudiar a la Universitat d'Indiana Bloomington, on va ser membre de Kappa Alpha Theta. Taylor també va obtenir el seu M.A. en anglès a la Universitat Estatal de Califòrnia, Northridge el 1966.

## Guionista deStar Trek
Taylor va escriure guions per a sèries de televisió com Little House on the Prairie i The Incredible Hulk, i després va ser productora i directora de Quincy, M.E. i Jake and the Fatman. Mentre treballava a Jake and the Fatman, Taylor i el seu soci productor David Moessinger van contractar J. Michael Straczynski (que més tard crearia Babylon 5) com a consultor executiu d'històries, cosa que li va donar la seva primera experiència treballant en una sèrie d'una hora de durada. Taylor va ser recomanada als productors de Star Trek: La nova generació per Lee Sheldon, amb qui havia treballat a Quincy.
Taylor es va unir a l'equip de La Nova Generació al començament de la quarta temporada com a productora supervisora, coescrivint el segon episodi que va entrar en producció, "Humà de cop i volta". Després de dos anys, Taylor es va convertir en coproductora executiva amb Rick Berman i Michael Piller i va exercir com a productora executiva/creadora de la (última) setena temporada de La nova generació. Durant aquest temps, va rebre crèdits en diversos episodis, incloent-hi l'episodi final de Wil Wheaton com a personatge regular, "Missió final"; l'episodi que va introduir la raça cardassiana, que va tenir un paper destacat a Star Trek: Deep Space Nine, "La ferida"; el primer d'un episodi de dues parts amb Spock, "Unificació", i el guió del qual ha dit que estava més orgullosa, "El timbal".
Durant l'últim any de La nova generació, Taylor va treballar amb Rick Berman i Michael Piller per desenvolupar la quarta sèrie de Star Trek, Star Trek: Voyager. Quan va acabar la producció de "La nova generació", Taylor es va transferir a l'equip de producció de "Voyager" i va exercir de productora executiva amb Rick Berman durant els primers quatre anys. Al començament de la tercera temporada, quan Piller va passar a un rol reduït de consultor creativa, Taylor es va convertir en cap de l'equip de guionistes (productor creador) i va romandre en aquest càrrec fins al final de la quarta temporada el 1998, quan es va retirar i va cedir el control de l'equip de guionistes a Brannon Braga. Tot i retirar-se, va continuar treballant amb l'equip de la "Voyager" com a consultora creativa durant les tres últimes temporades de la sèrie.
Durant la seva estada a "La nova generació" i "Voyager", Taylor va escriure tres novel·les de "Star Trek" per a Pocket Books: una novel·lització d'"Unificació" que va escriure al mateix temps que estava escrivint el guió de la primera part, i dues novel·les de "Voyager" que van ampliar els antecedents dels personatges que havia ajudat a crear per a la sèrie.
Entre els anys 1995 i 1998, Taylor va donar a la Biblioteca Lilly de la Universitat d'Indiana una col·lecció del seu treball de guió, incloent-hi esquemes, guions de la sèrie "La nova generació" i de les dues primeres temporades de "Voyager", notes tècniques, llistes de repartiment i horaris de rodatge de la temporada final de "La nova generació" (1993–1994), fulls de càsting i notes de recerca per a "Voyager" (1994–1996). Alguns dels esquemes, notes tècniques i llistes contenen canvis i comentaris escrits a mà per Taylor.

## Mort
Taylor va morir en una residència assistida a Davis (Califòrnia), el 24 d'octubre de 2024, als 86 anys.